# 李治廷
李 治廷（アーリフ・リー、1987年2月26日 - ）は、香港を拠点に活動している俳優、歌手。中国人、マレー人、アラブ人の混血で本名はアーリフ・ラーマン（Aarif Rahman）。

## 経歴
香港生まれ。イギリスに留学後、2009年に歌手デビュー。ファーストアルバム『今天開始』でアルティメット・ソングチャート・アワーズ新人男性歌手賞、ヒット・アワーズ新人賞などを受賞した。翌年には映画『歳月神偸』で俳優デビューも果たし、香港電影金像奨で新人俳優賞を受賞した。

## 出演作品

### 映画
- 2010年 （歳月神偸）
- 2010年 （為你鍾情）
- 2010年 李小龍 マイブラザー（李小龍）
- 2011年 （我愛HK開心萬歳）
- 2011年 （親密敵人）
- 2011年 愛の涙（傾城之泪、Fallen Tears）2012東京／長崎・中国映画週間で上映
- 2012年 コールド・ウォー 香港警察 二つの正義（寒戰、Cold War）
- 2013年 （一夜驚喜）
- 2014年 （北回歸線）
- 2015年 （怪談）
- 2016年 コールド・ウォー 香港警察 堕ちた正義（寒戰II）
- 2016年 （爵跡）
- 2016年 （非常父子檔）
- 2017年 カンフー・ヨガ（功夫瑜伽)
- 2017年 奇門遁甲（奇門遁甲）
- 2021年	（合法伴侣）
- 2021年	（誤殺2）
- 2022年	（極地追擊）
- 2022年 ウルフパック/狼群（狼群）
- 2024年 A LEGEND/伝説（伝説）

### テレビドラマ
- 2015年 武則天 -The Empress-
- 2019年 白華の姫〜失われた記憶と3つの愛〜

## アルバム
- 2009年 今天開始
- 2011年 Everything
- 2014年 治愛